# Carl Johan Engvall
Carl Johan Engvall, född den 31 juli 1858 i Vall i Karlskoga socken i Värmland, död den 22 mars 1936 i Högalids församling i Stockholm, var en svensk missionär som verkade inom Svenska Missionsförbundets (SMF) kongomission i Nedre Kongo (Bas-Congo) i dåvarande Fristaten Kongo. Han var den första missionären som reste till Kongo.  

## Biografi
Engvall genomgick Svenska Missionsförbundets missionsskola i Kristinehamn 1878–1880. Avskildes till missionär i Kristinehamns missionshus i juli 1880 och vistades därefter någon tid i England för språkstudier. Avreste till missionsfältet i Kongo den 8 juli 1881, men var tvungen att återvända till Sverige på grund av sjukdom efter endast tre månader. Var sedan sjömansmissionär i Ryssland och Finland 1884–1896. Därefter reste han till London där han var föreståndare för den s.k. West-End-Missionen (Missionsförbundets Sjömansmission). Han stannade i London till 1911 då han förflyttades till Sunderland. År 1916 reste han till Amerika där han predikade bland svenskar i Kanada fram till 1928. Han var också redaktör för Canada-Posten under en tid samt arbetade som sekreterare för missionsförbundet i Kanada innan han återvände till Sverige.
Hans dagbok finns idag bevarad på Riksarkivet (RA) i Stockholm.

## Familj
Engvall gifte sig 1884 med Harriet Williamson från London som dog 1918 i Kanada. Han gifte om sig 1925 i Winnipeg, Kanada, med Anna Mathilda Andersson (1882–1948) som var församlingssyster i Eskilstuna. Engvall är begravd på Skogskyrkogården i Stockholm.